# Lunca (Mureș)
Lunca (in ungherese Tekeújfalu, in tedesco Trassten) è un comune della Romania di 2721 abitanti, ubicato nel distretto di Mureș, nella regione storica della Transilvania. 
Il comune è formato dall'unione di 5 villaggi: Băița, Frunzeni, Logig, Lunca, Sântu.